# Мейл-арт

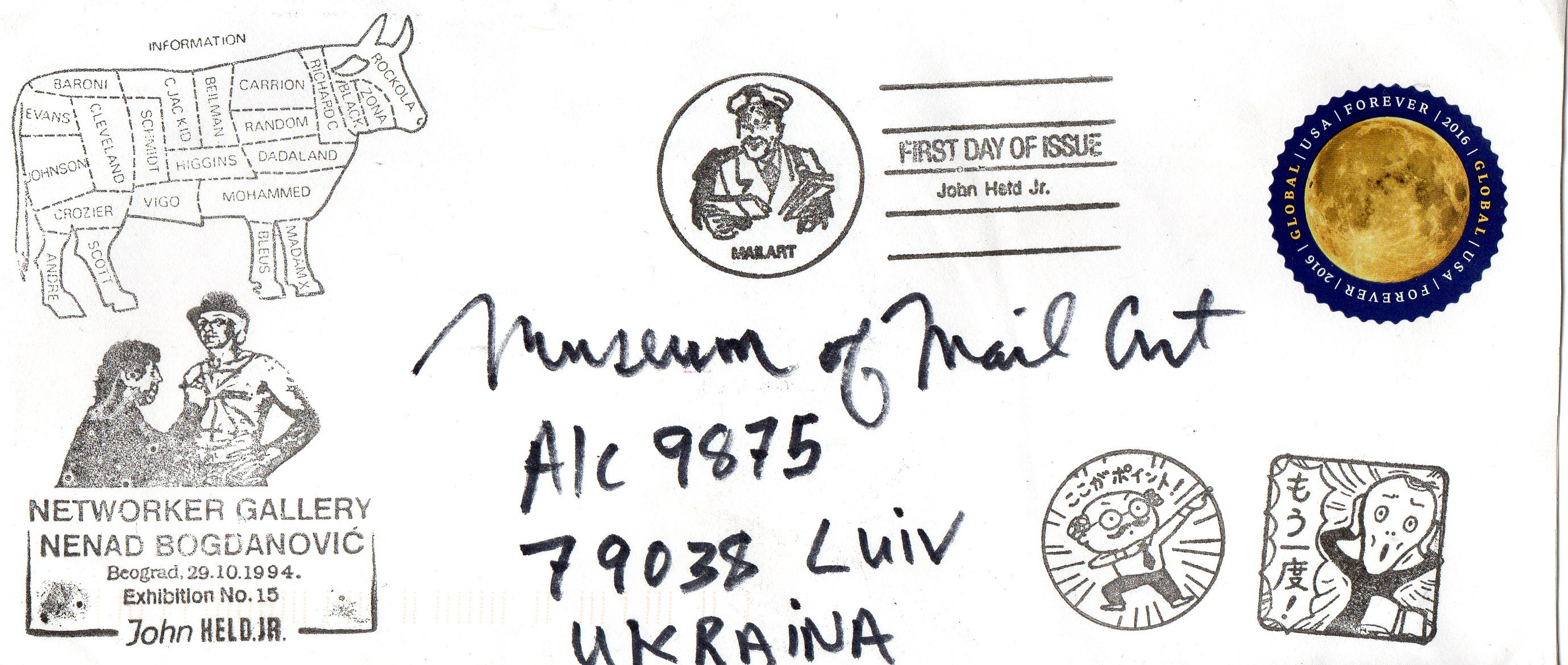
Джон Хелд (молодший). (фондова збірка Мейл-Арт Музей, м. Львів).

Мейл-арт (англ. Mail art) ― вид образотворчого мистецтва, що застосовує поштові марки та інші поштові матеріали, як образотворчий засіб. В Європі термін отримав поширення в 1970-х роках.

## Мейл-арт як мистецтво
Поняття мейл-арт має на увазі мистецтво арткомунікації (за допомогою пошти, інтернету, мобільного зв'язку та особистого спілкування). Первісною формою мейл-арту вважається снейл-мейл-арт, тобто мистецтво, що використовувало матеріали звичайної пошти (snail-mail — «пошта слимаків»).
Мейл-арт з'явився тоді, коли виникла потреба до спілкування на відстані. Під кінець 50-х 20 століття мейл-арт виявився визнаним окремим напрямом у мистецтві. Рей Джонсон у 1962 році створив NYCS, що розшифровується як Нью-Йоркська Кореспондентська Школа Мистецтва. Разом зі своїм другом Едом Гіґґінсом він відродив використання поштових конвертів для самовираження, що почалося ще з часів Марінетті, дадаїзму і сюрреалізму. Ця традиція пов'язана з екстравагантними митцями 1950-х, наприклад, Едом Рейнгардом, Івом Кляйном. Цей напрямок мейл-арт став міжнародним рухом вже в 1964 році, коли стала популярна група Fluxus, яка об'єднала таких митців, як Бен Вотьє, Джордж Мачюнас, Йоко Оно, Джордж Брехт. Flux Post спільно з NYCS розвинули незалежне мистецтво в 60-х рр. до мережі спілкування, що створило канали зв'язку, мости, які поділили пошту мистецтва на учасників та неучасників цього процесу.
Найпоширеніший засіб зв'язку — проста пошта. Пакування — конверт також стає твором мистецтва, причому таким, що можна цінувати поза контекстом листа. Конверт прикрашають малюнком звичайної техніки або колажу, або, приміром, авторським штемпелем, або додаванням наклейки, яка тут іменується артмарка. Часто простий поштовий штемпель виявляється елементом мейл-арту, а пошта, сама того не підозрюючи, стає співучасником творчості. Особливістю жанру є намагання отримати справжній витвір мистецтва, з витратами не більше звичайних поштових. Показ проходить у стислому просторі, по суті, це сам конверт.
Інтерес викликає повторне використання не нових конвертів, від чого з'являється ілюзія отримання пошти від незнайомця, або з іншої країни. Всередині конвертів знаходяться картини, самвидавівські книги, тексти і т. д. У всіх роботах з'являється акцентована експериментальність і пошук.

## Мейл-арт в Україні
2014 р. в артклубі Closer виставка «Mail Art / кореспонденція і трансформація отриманого».
2014 р. створено український онлайн-музей присвячений візуалізації Мейл-арту.
В Україні активним учасником міжнародного мейл-арт руху вважається львівський художник Любомир Тимків.